# Hatházi András
Hatházi András (Brassó, 1967. március 2. –) Jászai Mari-díjas romániai magyar színész, egyetemi tanár, rendező, író, drámaíró. A Babeș–Bolyai Tudományegyetem Színház és Film Karának dékánhelyettese volt 2016-ig. Jelenleg ugyanott egyetemi tanár.

## Tanulmányai
A sepsiszentgyörgyi Matematika-Fizika Líceumban (ma Református Székely Mikó Kollégiumban) érettségizett 1985-ben. 1986-1987 között matematikai tanulmányokat folytatott a kolozsvári Babeș-Bolyai Tudományegyetem Matematika Karának magyar tagozatán. 1987-1988 között szakképzetlen munkás. 1988-1992 között színész szakot végzett a marosvásárhelyi Színművészeti Akadémia Szentgyörgyi István tagozatán Lohinszky Lóránd érdemes művész osztályában, majd 2003-ban Improvizáció és személyiségfejlesztés tárgykörben megszerezte a Szabad Művészetek Doktora címet (DLA-fokozat) a Budapesti Színház- és Filmművészeti Egyetemen. 2013-ban habitusvizsgát tett, mely feljogosítja színházi tárgykörű doktori értekezések vezetésére.

## Szakmai tevékenysége
1992-2001 között a Kolozsvári Állami Magyar Színház társulatának tagja volt. 1992-től színészmesterséget és improvizációt oktatott a kolozsvári Babeş-Bolyai Tudományegyetem Bölcsészkarának Színháztudományi Tanszékén.
1992-1994 között színészmesterséget és improvizációt oktatott a marosvásárhelyi Színművészeti Akadémián.
1994-ben a Soros Alapítvány ösztöndíjasaként színészi továbbképzésen vett részt Londonban Simon McBurney, valamint Ian McKellen vezetése alatt.
1998-ban rövid ideig a Kolozsvári Állami Magyar Színház művészeti aligazgatója volt.
1998-tól kezdődően színházi előadásokat és rövid játékfilmeket rendez.
2001-től szabad foglalkozású színművész és adjunktus a kolozsvári Babeş-Bolyai Tudományegyetem Bölcsészkarának Színháztudományi Tanszékén, a magyar tagozaton. 2004-től adjunktus, 2007-től docens, 2014-től professzor a kolozsvári Babeş-Bolyai Tudományegyetem Színház és Film Karán.
2023-tól kezdődően a Csíki Játékszín társulatának tagja.
Munkássága több mint 100 színházi és filmszerepből, több tucat színházi, bábszínházi és filmrendezésből, a színész mesterségével kapcsolatos cikkekből, valamint színdarabokból és forgatókönyvekből áll.

## Beosztásai
- 1998-1999 – a Kolozsvári Állami Magyar Színház művészeti aligazgatója
- 2003-2004 –a kolozsvári Babeş-Bolyai Tudományegyetem Bölcsészkarának Színháztudományi Tanszékén a magyar tagozat vezetője
- 2004-2010 –a kolozsvári Babeş-Bolyai Tudományegyetem Színház és Film Karán a magyar tagozat vezetője
- 2005-2010 – a Babeş-Bolyai Tudományegyetem Szenátusának tagja
- 2005-2010, 2011-2016 – a Színház és Film Kar dékánhelyettese

## Filmjei
Lásd További információk.

## Kötetei
- Daniló. Nagyon rövid próza; Polis, Kolozsvár, 2004
- A hetérák tudománya. Drámák; Polis, Kolozsvár, 2006
- Improvizáció és személyiségfejlesztés; Presa Universitară Clujeană, Cluj-Napoca, 2007
- David Zinder: Test – hang – képzelet. Színészképzési módszer; ford. Hatházi András; Koinónia, Kolozsvár, 2009
- A semmitmondó szöveg; Presa Universitară Clujeană, Cluj-Napoca, 2023

## Elismerései
Tevékenységét hazai és nemzetközi szinten eddig több mint 50 egyéni és közös díjjal jutalmazták, többek között:
- Erdélyi Magyar Kultúráért díj (2019)
- A Magyar Érdemrend lovagkeresztje (2016)
- Jászai Mari-díj (2011)
- Gábor Miklós-díj (2011)
- UNITER-díj (2007, 2013)
- Legjobb színész díja (ex aeguo, Nemzetközi Filmfesztivál, Theasszaloniki, 2011)
- a Román Írószövetség debütdíja (2005)
- Látó-nívódíj (2004)
- Legjobb régióbeli filmalkotó (ALTERNative, 2003)
- Rendezői debütdíj (Nemzeti Báb- és Marionett Színházak Fesztiválja, 2002)
- a Babeș-Bolyai Tudományegyetem által felajánlott művészi, valamint pedagógiai kiválóságdíjak (2005, 2006, 2007, 2008, 2009, 2010)